# Sapucaia de Guanhães
Sapucaia de Guanhães é um distrito do município brasileiro de Guanhães, no interior do estado de Minas Gerais. Segundo o censo demográfico de 2022, realizado pelo Instituto Brasileiro de Geografia e Estatística (IBGE), sua população era de 776 habitantes e havia 326 domicílios particulares permanentes ocupados. Possui área de 83,88 km² conforme a Fundação João Pinheiro (FJP). Foi criado pela lei estadual nº 843 de 7 de setembro de 1923.
De acordo com o IBGE, em 2010 a população era de 1 337 habitantes e havia 475 domicílios particulares.